# Stegonotus aplini
Stegonotus aplini — вид змій родини полозових (Colubridae). Ендемік Папуа Нової Гвінеї. Описаний у 2021 році.

## Назва
Вид названо на честь австралійського герпетолога і палеонтолога доктора Кена Апліна (1958—2019), на знак визнання його величезного внеску в герпетологію Нової Гвінеї та подяки за його дружбу та самовіддану співпрацю з молодшим автором протягом багатьох років.

## Поширення і екологія
Stegonotus aplini відомі з кількох місцевостей, розташованих в басейні річки Пурарі в провінції Галф. Вони живуть у лісовій підстилці вологих тропічних лісів, трапляються поблизу людських поселень. Ведуть нічний спосіб життя.